# Chalabre
Pour les articles homonymes, voir Chalabre (homonymie).
Chalabre est une commune française du département de l'Aude en région Occitanie. Ses habitants sont appelés les Chalabrois.
Sur le plan historique et culturel, la commune fait partie du Razès, un pays historiquement très étendu, qui ne se résume aujourd'hui qu'aux collines de la Malepère et au bas Razès au centre et au sud, limité par le pays de Sault. Exposée à un climat océanique altéré, elle est drainée par l'Hers-Vif, le Blau, le Chalabreil et par divers autres petits cours d'eau. La commune possède un patrimoine naturel remarquable : un site Natura 2000 (« Garonne, Ariège, Hers, Salat, Pique et Neste ») et quatre zones naturelles d'intérêt écologique, faunistique et floristique.
Chalabre est une commune rurale qui compte 1 115 habitants en 2022, après avoir connu un pic de population de 3 529 habitants en 1836. Ses habitants sont appelés les Chalabrois et ses habitantes les Chalabroises.
Le patrimoine architectural de la commune comprend deux immeubles protégés au titre des monuments historiques : l'église Saint-Pierre, classée en 1907, et l'hôtel de ville, inscrit en 1948.
Chalabre occupa une position stratégique dans la production et le commerce du drap, et abrita dès le XIVᵉ siècle des communautés juives qui se convertirent.

## Géographie

### Localisation
La commune est limitrophe du département de l'Ariège, elle est la "capitale" de la petite région du Quercorb.

### Communes limitrophes
Les communes limitrophes sont  Montbel, Montjardin, Rivel, Saint-Benoît, Sonnac-sur-l'Hers et Villefort.
|                  | Sonnac-sur-l'Hers | Saint-Benoît |
| Montbel (Ariège) | Chalabre          | Montjardin   |
|                  | Rivel             | Villefort    |

### Géologie et relief
La superficie de la commune de Chalabre est de 1549 hectares. Son altitude varie de 357 à 646 mètres.
Chalabre se situe en zone de sismicité 3 (sismicité modérée).

### Hydrographie
La commune est dans le bassin de la Garonne, au sein du bassin hydrographique Adour-Garonne. Elle est drainée par l'Hers-Vif, le Blau, le Chalabreil, le ruisseau de Baillus, le ruisseau de Limoux, le ruisseau de Rieutort, le ruisseau du Taureau et par divers petits cours d'eau, qui constituent un réseau hydrographique de 26 km de longueur totale,.
L'Hers-Vif, d'une longueur totale de 134,9 km, prend sa source dans la commune de Prades et s'écoule du sud vers le nord. Il traverse la commune et se jette dans l'Ariège à Cintegabelle, après avoir traversé 41 communes.
Le Blau, d'une longueur totale de 16,18 km, prend sa source dans la commune de Belvis et s'écoule vers le nord. Il traverse la commune et se jette dans l'Hers-Vif sur le territoire communal, après avoir traversé 4 communes.

### Climat
Pour des articles plus généraux, voir Climat de l'Occitanie et Climat de l'Aude.
En 2010, le climat de la commune est de type climat océanique altéré, selon une étude s'appuyant sur une série de données couvrant la période 1971-2000. En 2020, Météo-France publie une typologie des climats de la France métropolitaine dans laquelle la commune est exposée à un climat de montagne ou de marges de montagne et est dans la région climatique Pyrénées orientales, caractérisée par une faible pluviométrie, un très bon ensoleillement (2 600 h/an), un air sec, particulièrement en hiver et peu de brouillards.
Pour la période 1971-2000, la température annuelle moyenne est de 12,4 °C, avec une amplitude thermique annuelle de 15,5 °C. Le cumul annuel moyen de précipitations est de 874 mm, avec 10 jours de précipitations en janvier et 5,7 jours en juillet. Pour la période 1991-2020, la température moyenne annuelle observée sur la station météorologique la plus proche, située sur la commune de Saint-Benoît à 6 km à vol d'oiseau, est de 12,5 °C et le cumul annuel moyen de précipitations est de 900,5 mm,. Pour l'avenir, les paramètres climatiques de la commune estimés pour 2050 selon différents scénarios d'émission de gaz à effet de serre sont consultables sur un site dédié publié par Météo-France en novembre 2022.

### Milieux naturels et biodiversité

#### Réseau Natura 2000

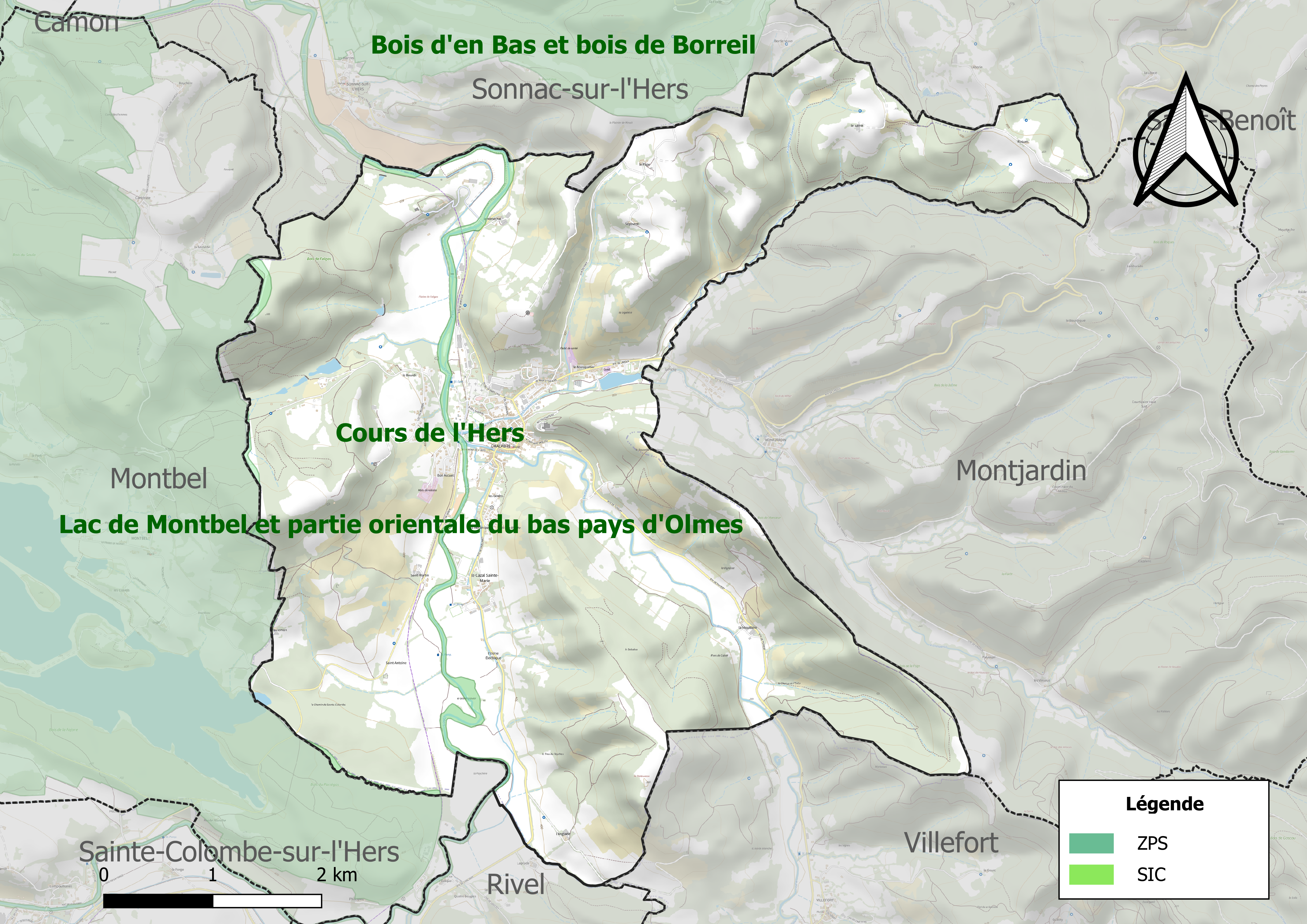
Site Natura 2000 sur le territoire communal.

Le réseau Natura 2000 est un réseau écologique européen de sites naturels d'intérêt écologique élaboré à partir des directives habitats et oiseaux, constitué de zones spéciales de conservation (ZSC) et de zones de protection spéciale (ZPS). Un site Natura 2000 a été défini sur la commune au titre de la directive habitats : « Garonne, Ariège, Hers, Salat, Pique et Neste », d'une superficie de 9 581 ha, un réseau hydrographique pour les poissons migrateurs, avec des zones de frayères actives et potentielles importantes pour le saumon en particulier qui fait l'objet d'alevinages réguliers et dont des adultes atteignent déjà Foix sur l'Ariège.

#### Zones naturelles d'intérêt écologique, faunistique et floristique
L’inventaire des zones naturelles d'intérêt écologique, faunistique et floristique (ZNIEFF) a pour objectif de réaliser une couverture des zones les plus intéressantes sur le plan écologique, essentiellement dans la perspective d’améliorer la connaissance du patrimoine naturel national et de fournir aux différents décideurs un outil d’aide à la prise en compte de l’environnement dans l’aménagement du territoire. Deux ZNIEFF de type 1 sont recensées sur la commune : le « cours de l'Hers » (891 ha), couvrant 41 communes dont 32 dans l'Ariège, 7 dans l'Aude et 2 dans la Haute-Garonne, et  le « lac de Montbel et partie orientale du bas pays d'Olmes » (7 201 ha), couvrant 19 communes dont 15 dans l'Ariège et 4 dans l'Aude
et deux ZNIEFF de type 2, : 
- les « coteaux du Palassou » (26 749 ha), couvrant 48 communes dont 43 dans l'Ariège et 5 dans l'Aude[19] ;
- « l'Hers et ripisylves » (1 417 ha), couvrant 41 communes dont 32 dans l'Ariège, 7 dans l'Aude et 2 dans la Haute-Garonne[20].

Carte des ZNIEFF de type 1 et 2 à Chalabre.
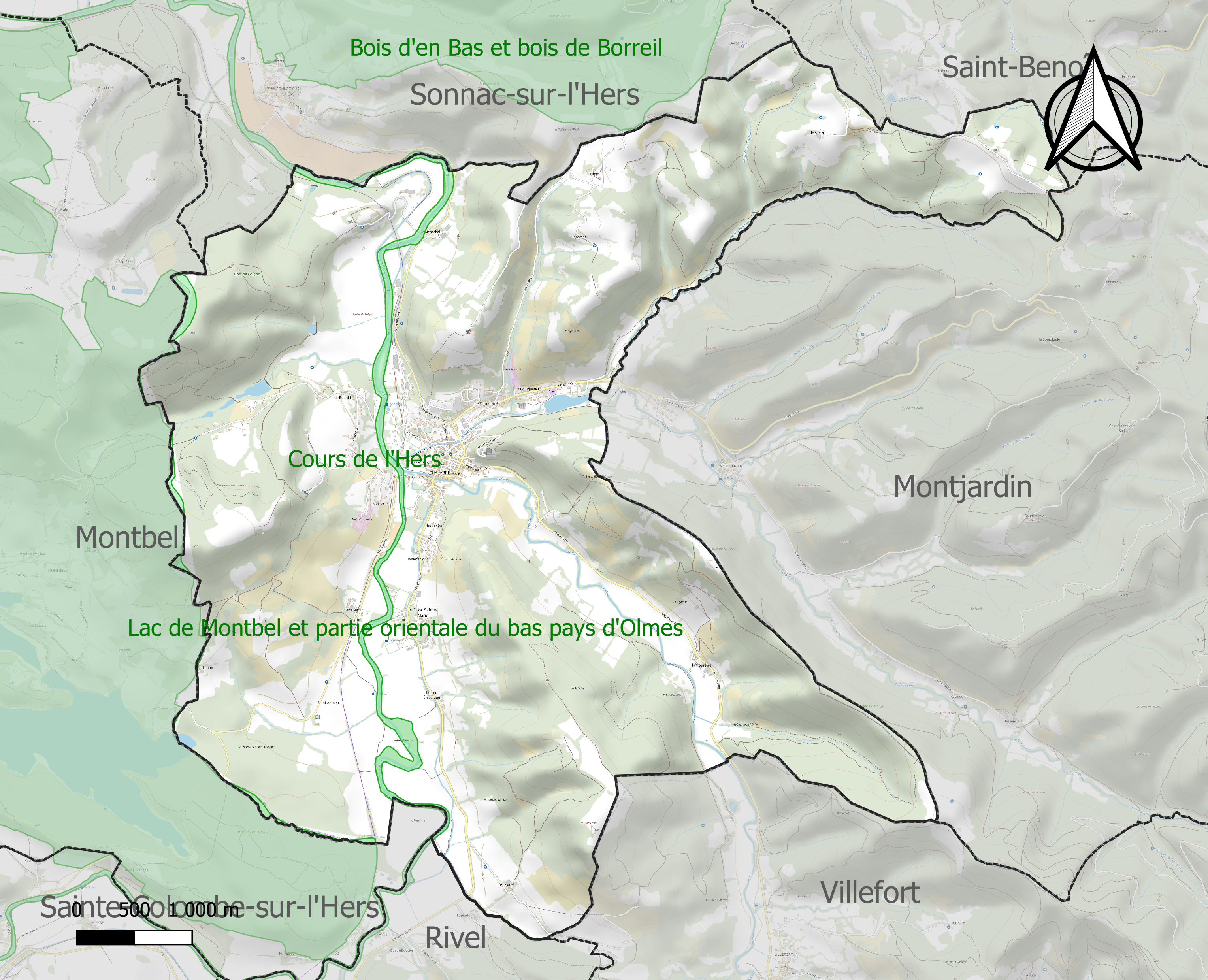
Carte des ZNIEFF de type 1 sur la commune.
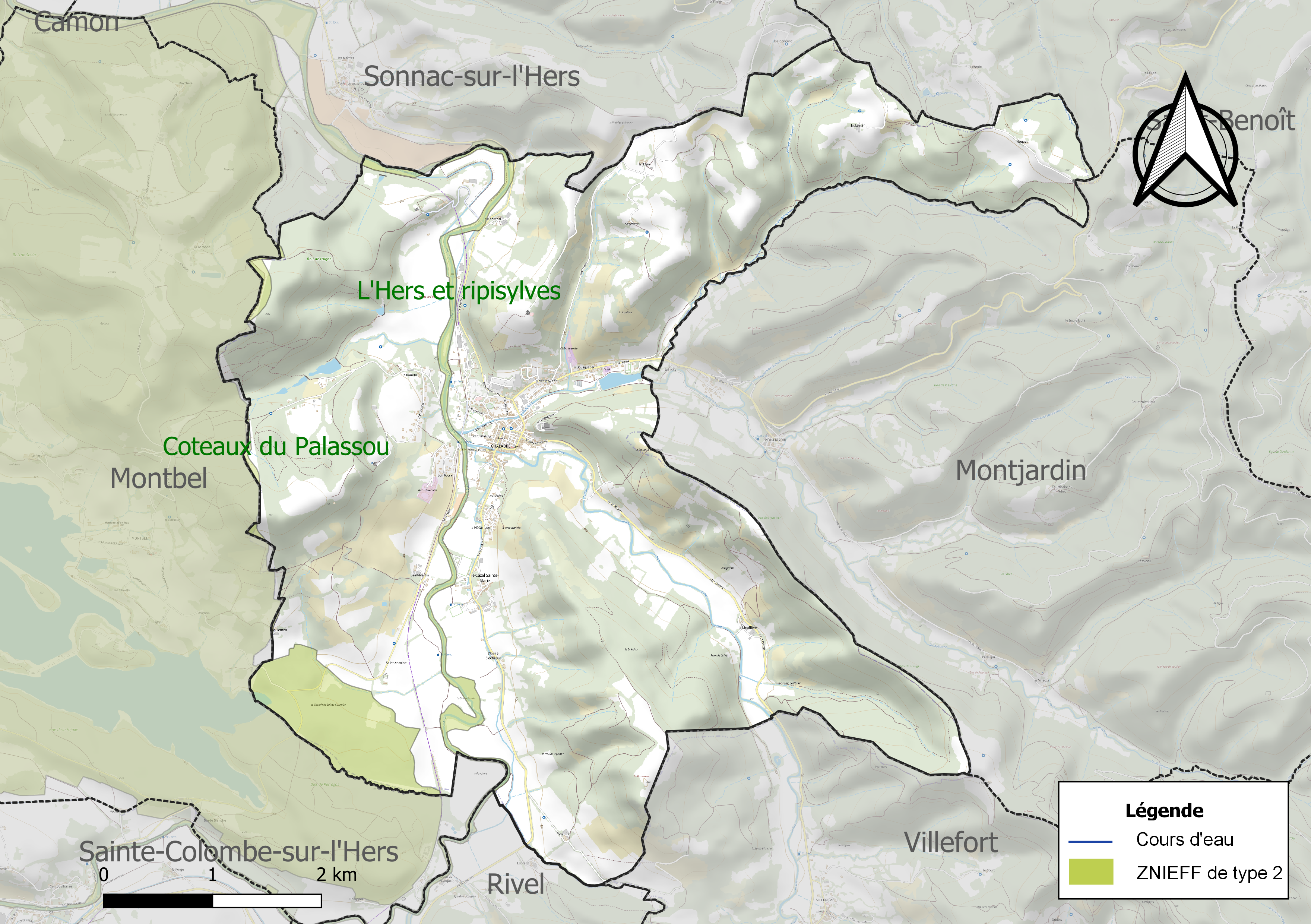
Carte des ZNIEFF de type 2 sur la commune.

## Urbanisme

### Typologie
Au 1er janvier 2024, Chalabre est catégorisée bourg rural, selon la nouvelle grille communale de densité à 7 niveaux définie par l'Insee en 2022.
Elle est située hors unité urbaine et hors attraction des villes,.

### Occupation des sols
L'occupation des sols de la commune, telle qu'elle ressort de la base de données européenne d’occupation biophysique des sols Corine Land Cover (CLC), est marquée par l'importance des territoires agricoles (51,2 % en 2018), en augmentation par rapport à 1990 (50,3 %). La répartition détaillée en 2018 est la suivante : forêts (43,6 %), prairies (27,9 %), zones agricoles hétérogènes (23,3 %), zones urbanisées (4,5 %), milieux à végétation arbustive et/ou herbacée (0,6 %), cultures permanentes (0,1 %), eaux continentales (0,1 %). L'évolution de l’occupation des sols de la commune et de ses infrastructures peut être observée sur les différentes représentations cartographiques du territoire : la carte de Cassini (XVIIIe siècle), la carte d'état-major (1820-1866) et les cartes ou photos aériennes de l'IGN pour la période actuelle (1950 à aujourd'hui).

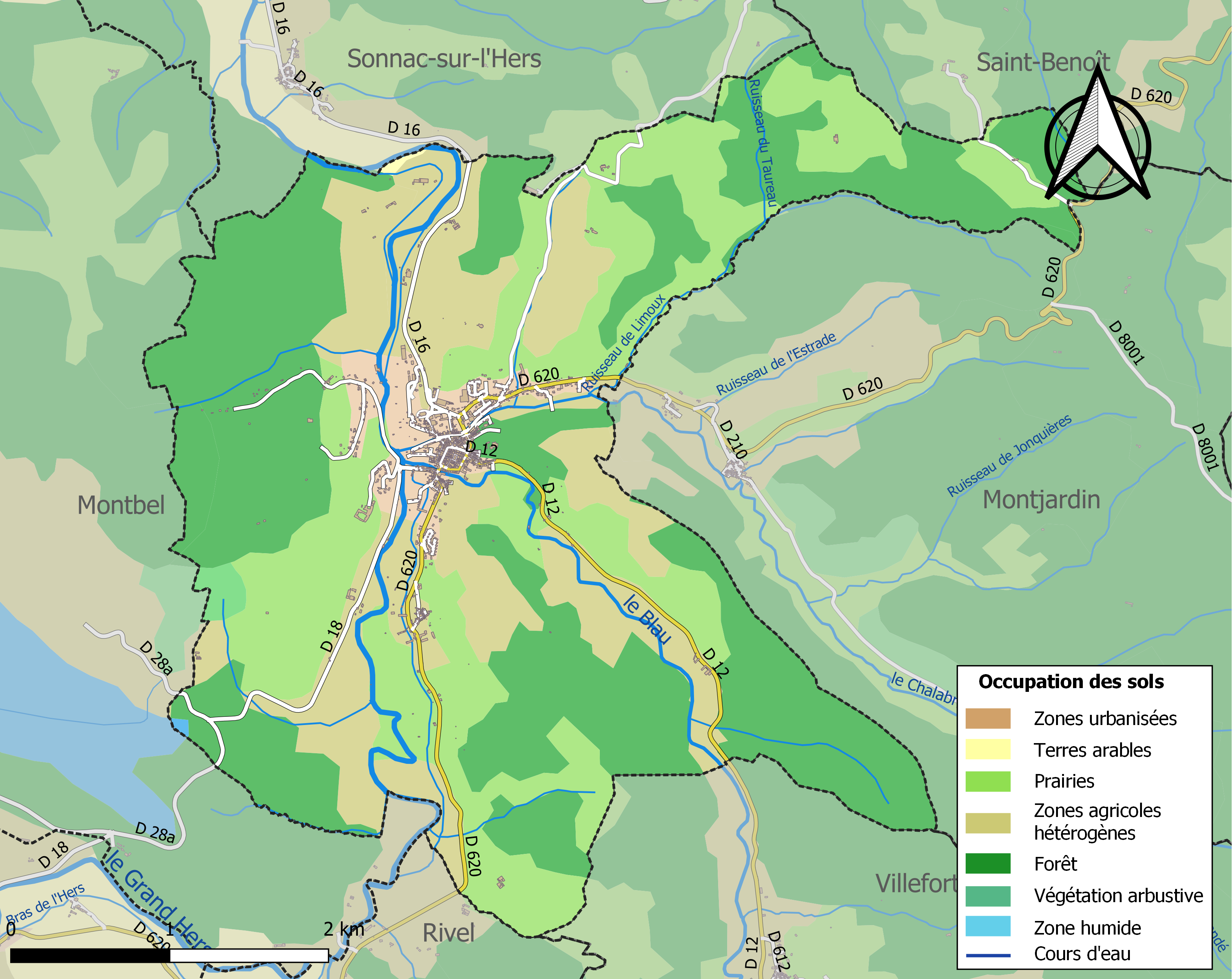
Carte des infrastructures et de l'occupation des sols de la commune en 2018 (CLC).

### Risques majeurs
Le territoire de la commune de Chalabre est vulnérable à différents aléas naturels : météorologiques (tempête, orage, neige, grand froid, canicule ou sécheresse), inondations et séisme (sismicité modérée). Un site publié par le BRGM permet d'évaluer simplement et rapidement les risques d'un bien localisé soit par son adresse soit par le numéro de sa parcelle.
Certaines parties du territoire communal sont susceptibles d’être affectées par le risque d’inondation par débordement de cours d'eau, notamment le Blau et l'Hers-Vif, ou Grand Hers,. La commune a été reconnue en état de catastrophe naturelle au titre des dommages causés par les inondations et coulées de boue survenues en 1982, 1992, 1996, 2009, 2014 et 2020,.

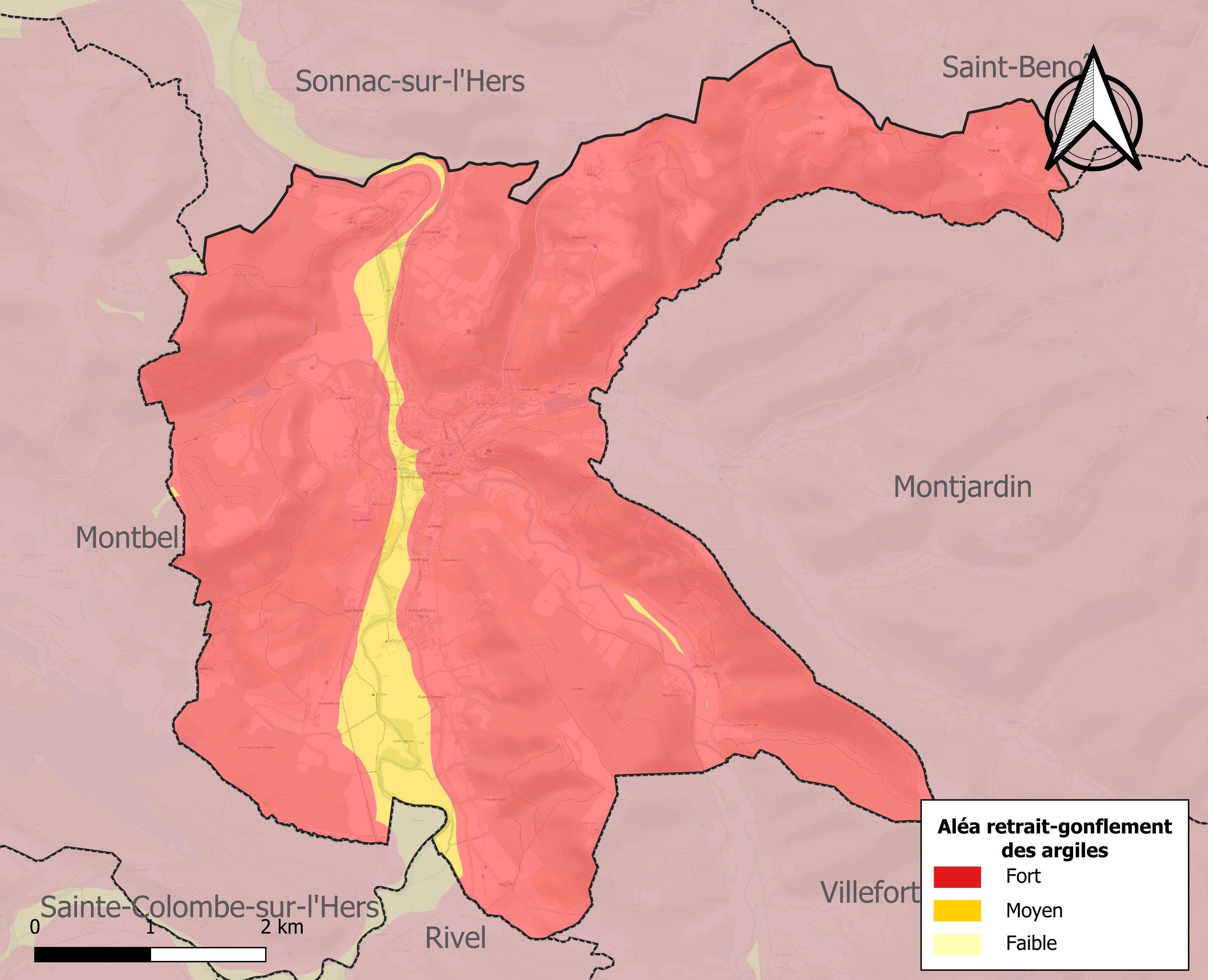
Carte des zones d'aléa retrait-gonflement des sols argileux de Chalabre.

Le retrait-gonflement des sols argileux est susceptible d'engendrer des dommages importants aux bâtiments en cas d’alternance de périodes de sécheresse et de pluie. La totalité de la commune est en aléa moyen ou fort (75,2 % au niveau départemental et 48,5 % au niveau national). Sur les 605 bâtiments dénombrés sur la commune en 2019, 605 sont en aléa moyen ou fort, soit 100 %, à comparer aux 94 % au niveau départemental et 54 % au niveau national. Une cartographie de l'exposition du territoire national au retrait gonflement des sols argileux est disponible sur le site du BRGM,.

## Histoire

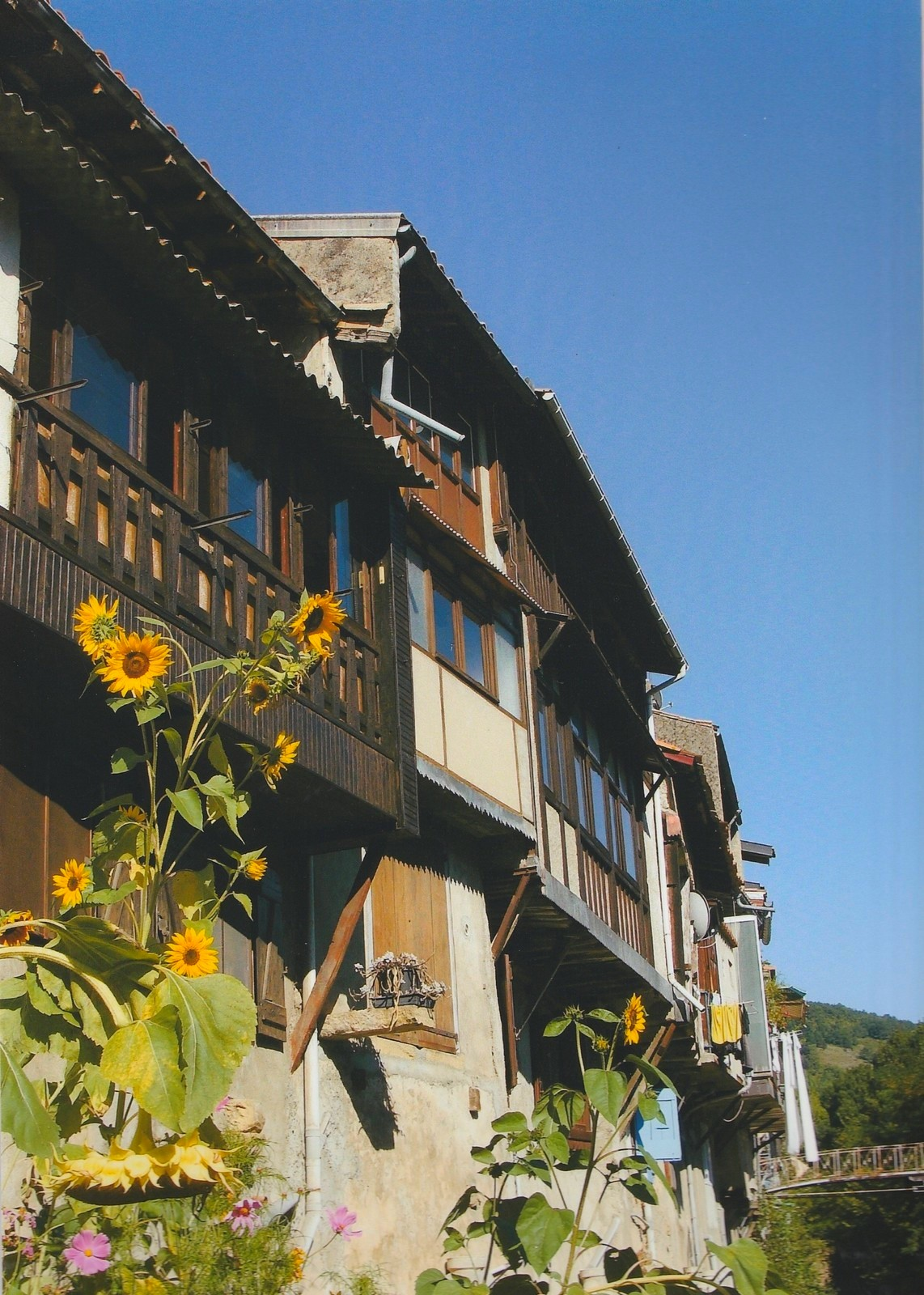
Situées au bord du Blau, ces maisons comptent parmi les plus anciennes de la commune.

Le village est fondé avant le XIIe siècle et les terres appartiennent à la maison Trencavel. Après la croisade contre les Albigeois, les terres sont léguées à Pons de Bruyères, d'une famille venue en Languedoc avec Guy de Lévis et Pierre de Voisins, à la suite de Simon de Montfort dont ils étaient alliés et voisins des terres de Montfort-l’Amaury en Isle de France. Ses descendants furent seigneurs, barons puis marquis de Chalabre et sont étudiés en détail dans la page consacrée à cette famille dans l'armorial du Pays d'Oc consultable par ce lien. En 1279, le village connaît d'importantes inondations. En 1350, les remparts sont terminés et forment une fortification complète autour du village. Le centre-ville est une bastide du XIIIe siècle. Cette bastide devient une place importante de la production drapière languedocienne et du commerce vers Marseille et le Levant, accueillant dès le XIVᵉ siècle des marchands juifs arrivés de Carcassonne, et, au XVIIᵉ siècle, de nombreuses confréries catholiques, à l'instar de celle des Pénitents bleus. De grandes dynasties drapières et financières languedociennes trouvent leurs origines au sein de ces marchands juifs chalabrois convertis au catholicisme. L'impasse de la Juiverie toujours existante est le témoin de cette époque florissante.
Chalabre a été, au XIXe siècle, un centre industriel relativement important.
En 1837, les ouvriers du textile détruisent la mule-jenny qui détruit leurs emplois.
La Gare de Chalabre a fonctionné de 1902 à 1939 sur la ligne de Moulin-Neuf à Lavelanet. Il y eut cependant une réouverture temporaire du service voyageur du 5 mai 1941 au 6 mai 1946, la pénurie de transports routiers liée à la guerre conduisit à ajouter une voiture au train de marchandises subsistant. Le service marchandises perdura jusqu'en 1973.

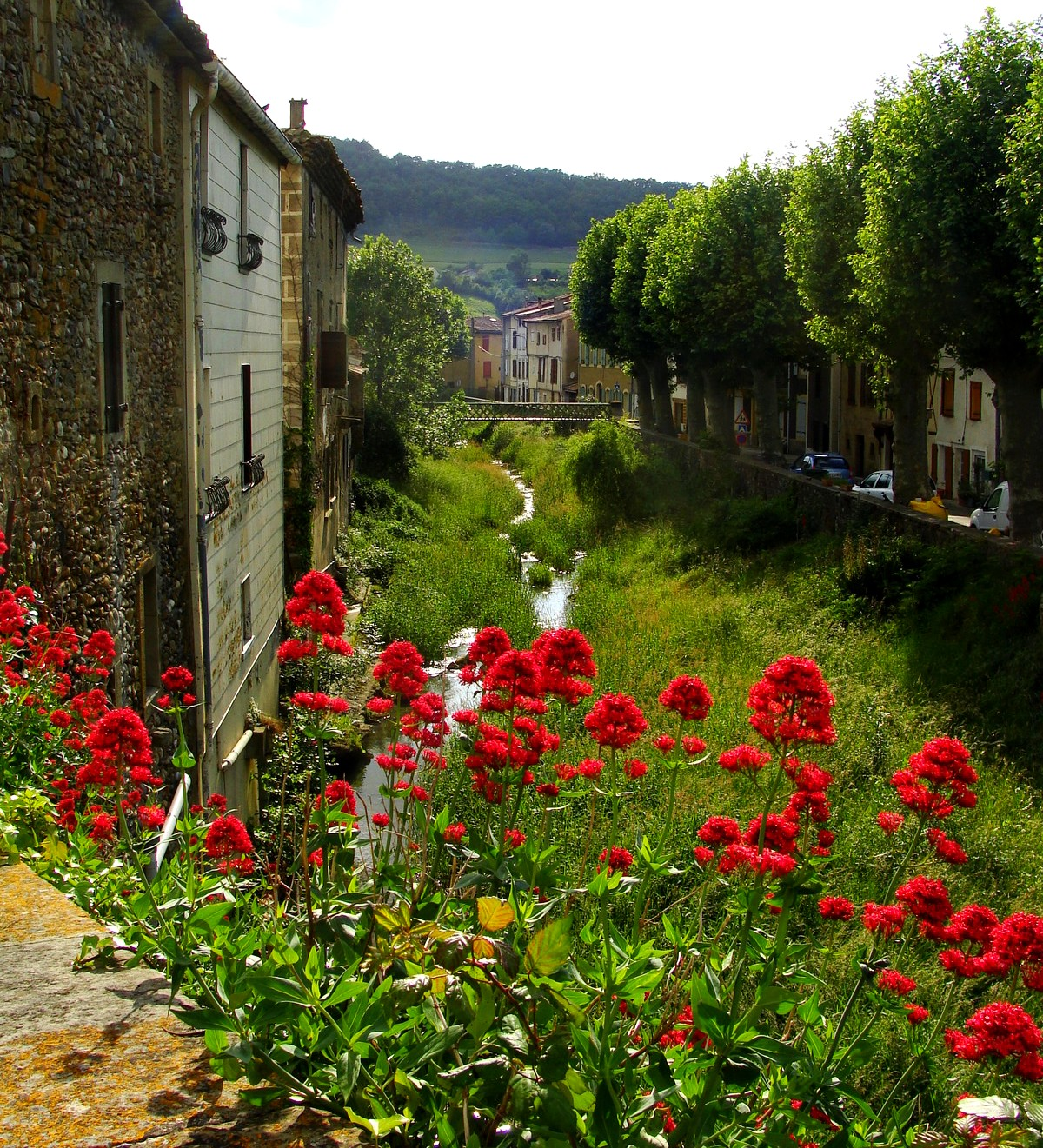
Le Chalabreil, l'une des trois rivières traversant Chalabre.

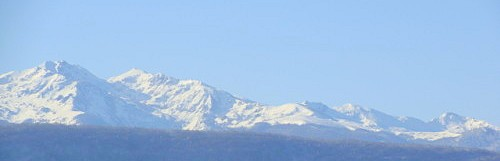
Les Pyrénées ariégeoises, en partie visibles depuis Chalabre.

## Politique et administration

### Découpage territorial
La commune de Chalabre est membre de la communauté de communes des Pyrénées audoises , un établissement public de coopération intercommunale (EPCI) à fiscalité propre créé le 30 mai 2013 dont le siège est à Quillan. Ce dernier est par ailleurs membre d'autres groupements intercommunaux.
Sur le plan administratif, elle est rattachée à l'arrondissement de Limoux, au département de l'Aude, en tant que circonscription administrative de l'État, et à la région Occitanie.
Sur le plan électoral, elle dépend du canton de la Haute-Vallée de l'Aude pour l'élection des conseillers départementaux, depuis le redécoupage cantonal de 2014 entré en vigueur en 2015, et de la troisième circonscription de l'Aude  pour les élections législatives, depuis le redécoupage électoral de 1986.

### Tendances politiques et résultats
Maire en 1885 Paul Bézard

### Liste des maires
| Période                                  | Période  | Identité                     | Étiquette | Qualité                                              |
| ---------------------------------------- | -------- | ---------------------------- | --------- | ---------------------------------------------------- |
| 1896                                     | 1905     | Osmain Laffite               |           |                                                      |
| 1905                                     | 1920     | Henri Rascol                 |           |                                                      |
| 1920                                     | 1921     | Jean Amiel                   |           | Conseiller général du canton de Chalabre (1928-1940) |
| 1924                                     | 1925     | Henri Salvat                 |           |                                                      |
| 1925                                     | 1929     | Joseph Rolland               |           |                                                      |
| 1929                                     | 1931     | François Jean                |           |                                                      |
| 1931                                     | 1941     | Émile Fitaire                |           |                                                      |
| 1941                                     | 1947     | Jean-Baptiste Vidal          |           |                                                      |
| 1947                                     | 1959     | Maurice Samitié              | SFIO      |                                                      |
| 1959                                     | 1971     | Augustin Maugard             | SFIO      |                                                      |
| 1971                                     | 1989     | René Boyer                   | PS        |                                                      |
| 1989                                     | 2001     | Jacques Montagné (1937-2025) | PS        | Conseiller général du canton de Chalabre (1979-2002) |
| mars 2001                                | 2014     | Christian Guilhamat          | EELV      |                                                      |
| mars 2014                                | En cours | Jean-Jacques Aulombard       | DVD       | Conseiller général du canton de Chalabre (2011-2015) |
| Les données manquantes sont à compléter. |          |                              |           |                                                      |

## Démographie
L'évolution du nombre d'habitants est connue à travers les recensements de la population effectués dans la commune depuis 1793. Pour les communes de moins de 10 000 habitants, une enquête de recensement portant sur toute la population est réalisée tous les cinq ans, les populations de référence des années intermédiaires étant quant à elles estimées par interpolation ou extrapolation. Pour la commune, le premier recensement exhaustif entrant dans le cadre du nouveau dispositif a été réalisé en 2008.

En 2022, la commune comptait 1 115 habitants, en évolution de +0,09 % par rapport à 2016 (Aude : +2,65 %, France hors Mayotte : +2,11 %).
| 1793  | 1800  | 1806  | 1821  | 1831  | 1836  | 1841  | 1846  | 1851  |
| ----- | ----- | ----- | ----- | ----- | ----- | ----- | ----- | ----- |
| 2 006 | 1 820 | 2 252 | 2 867 | 3 435 | 3 529 | 3 416 | 3 167 | 2 986 |

| 1856  | 1861  | 1866  | 1872  | 1876  | 1881  | 1886  | 1891  | 1896  |
| ----- | ----- | ----- | ----- | ----- | ----- | ----- | ----- | ----- |
| 2 529 | 2 291 | 2 218 | 2 127 | 2 061 | 1 920 | 2 021 | 1 945 | 2 175 |

| 1901  | 1906  | 1911  | 1921  | 1926  | 1931  | 1936  | 1946  | 1954  |
| ----- | ----- | ----- | ----- | ----- | ----- | ----- | ----- | ----- |
| 2 222 | 2 022 | 1 872 | 1 601 | 1 708 | 1 628 | 1 529 | 1 739 | 1 821 |

| 1962  | 1968  | 1975  | 1982  | 1990  | 1999  | 2006  | 2008  | 2013  |
| ----- | ----- | ----- | ----- | ----- | ----- | ----- | ----- | ----- |
| 1 771 | 1 838 | 1 583 | 1 441 | 1 262 | 1 172 | 1 148 | 1 141 | 1 107 |

| 2018  | 2022  | - | - | - | - | - | - | - |
| ----- | ----- | - | - | - | - | - | - | - |
| 1 121 | 1 115 | - | - | - | - | - | - | - |

## Économie

### Revenus
En 2018  (données Insee publiées en septembre 2021), la commune compte 470 ménages fiscaux, regroupant 919 personnes. La médiane du revenu disponible par unité de consommation est de 17 770 € (19 240 € dans le département).

### Emploi
| Division       | 2008   | 2013   | 2018   |
| -------------- | ------ | ------ | ------ |
| Commune        | 8,7 %  | 14 %   | 13,5 % |
| Département    | 10,2 % | 12,8 % | 12,6 % |
| France entière | 8,3 %  | 10 %   | 10 %   |

En 2018, la population âgée de 15 à 64 ans s'élève à 548 personnes, parmi lesquelles on compte 69,2 % d'actifs (55,7 % ayant un emploi et 13,5 % de chômeurs) et 30,8 % d'inactifs,. En  2018, le taux de chômage communal (au sens du recensement) des 15-64 ans est supérieur à celui de la France et du département, alors qu'il était inférieur à celui du département en 2008.
La commune est hors attraction des villes,. Elle compte 446 emplois en 2018, contre 509 en 2013 et 501 en 2008. Le nombre d'actifs ayant un emploi résidant dans la commune est de 315, soit un indicateur de concentration d'emploi de 141,7 % et un taux d'activité parmi les 15 ans ou plus de 39,6 %.
Sur ces 315 actifs de 15 ans ou plus ayant un emploi, 177 travaillent dans la commune, soit 56 % des habitants. Pour se rendre au travail, 77,8 % des habitants utilisent un véhicule personnel ou de fonction à quatre roues, 0,3 % les transports en commun, 14,9 % s'y rendent en deux-roues, à vélo ou à pied et 7 % n'ont pas besoin de transport (travail au domicile).

### Activités hors agriculture

#### Secteurs d'activités
90 établissements sont implantés  à Chalabre au 31 décembre 2019. Le tableau ci-dessous en détaille le nombre par secteur d'activité et compare les ratios avec ceux du département,.
| Secteur d'activité                                                                                        | Commune | Commune | Département |
| Secteur d'activité                                                                                        | Nombre  | %       | %           |
| --- | ------- | ------- | ----------- |
| Ensemble                                                                                                  | 90      |         |             |
| Industrie manufacturière, industries extractives et autres                                                | 8       | 8,9 %   | (8,8 %)     |
| Construction                                                                                              | 7       | 7,8 %   | (14 %)      |
| Commerce de gros et de détail, transports, hébergement et restauration                                    | 35      | 38,9 %  | (32,3 %)    |
| Activités financières et d'assurance                                                                      | 4       | 4,4 %   | (2,7 %)     |
| Activités immobilières                                                                                    | 1       | 1,1 %   | (5,2 %)     |
| Activités spécialisées, scientifiques et techniques et activités de services administratifs et de soutien | 9       | 10 %    | (13,3 %)    |
| Administration publique, enseignement, santé humaine et action sociale                                    | 16      | 17,8 %  | (13,2 %)    |
| Autres activités de services                                                                              | 10      | 11,1 %  | (8,8 %)     |

Le secteur du commerce de gros et de détail, des transports, de l'hébergement et de la restauration est prépondérant sur la commune puisqu'il représente 38,9 % du nombre total d'établissements de la commune (35 sur les 90 entreprises implantées  à Chalabre), contre 32,3 % au niveau départemental.

#### Entreprises
L' entreprise ayant son siège social sur le territoire communal qui génère le plus de chiffre d'affaires en 2020 est : 
- Emballages Cartofrance, fabrication de carton ondulé (1 644 k€)

### Agriculture
|                                   | 1988 | 2000 | 2010 |
| --------------------------------- | ---- | ---- | ---- |
| Exploitations                     | 13   | 10   | 9    |
| Superficie agricole utilisée (ha) | 613  | 961  | 835  |

La commune fait partie de la petite région agricole dénommée « Razès ». En 2010, l'orientation technico-économique de l'agriculture  sur la commune est l'élevage d'herbivores hors bovins, caprins et porcins. Neuf exploitations agricoles ayant leur siège dans la commune sont dénombrées lors du recensement agricole de 2010 (douze en 1988). La superficie agricole utilisée est de 835 ha.

## Culture locale et patrimoine

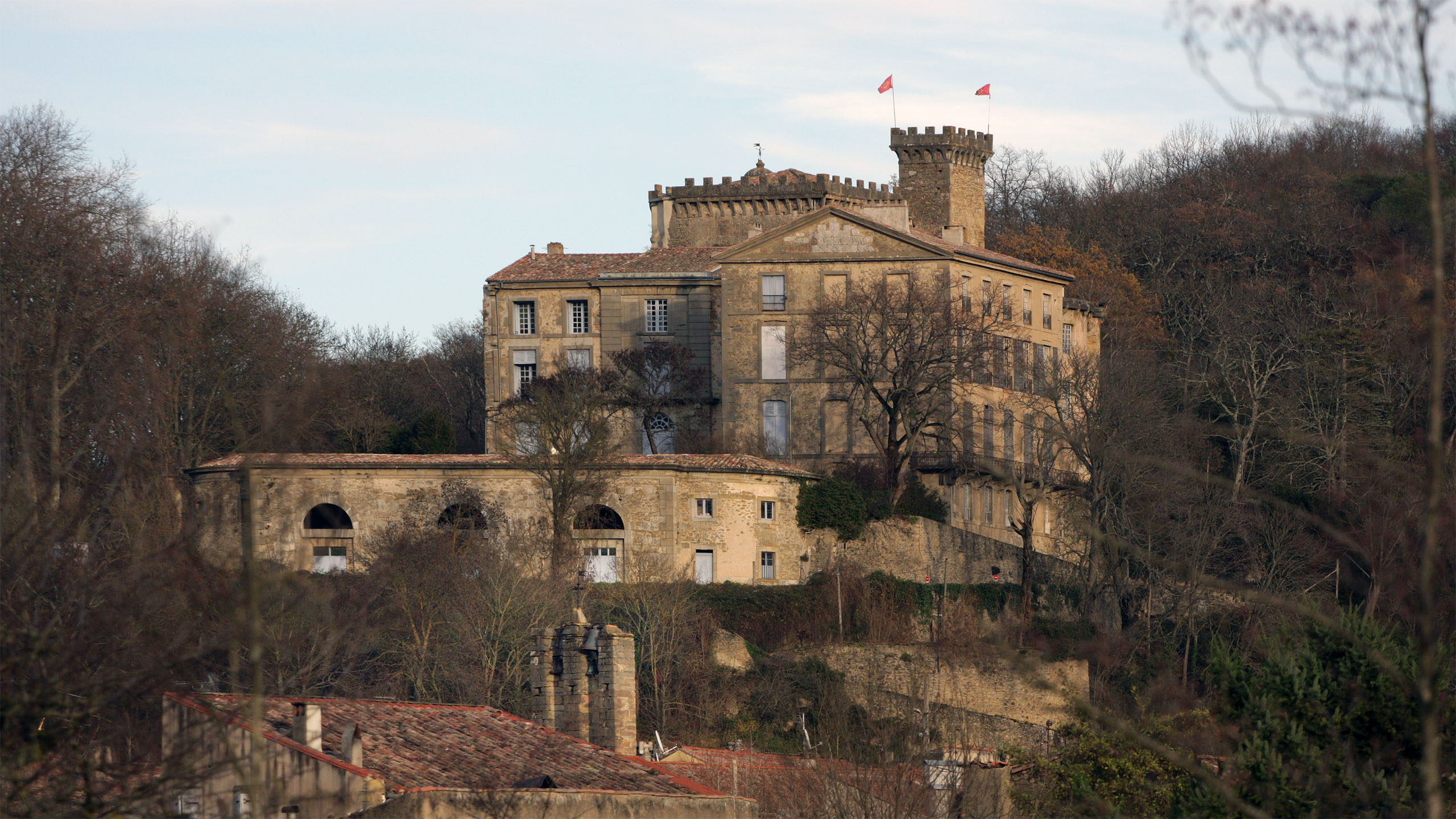
Le château de Chalabre.

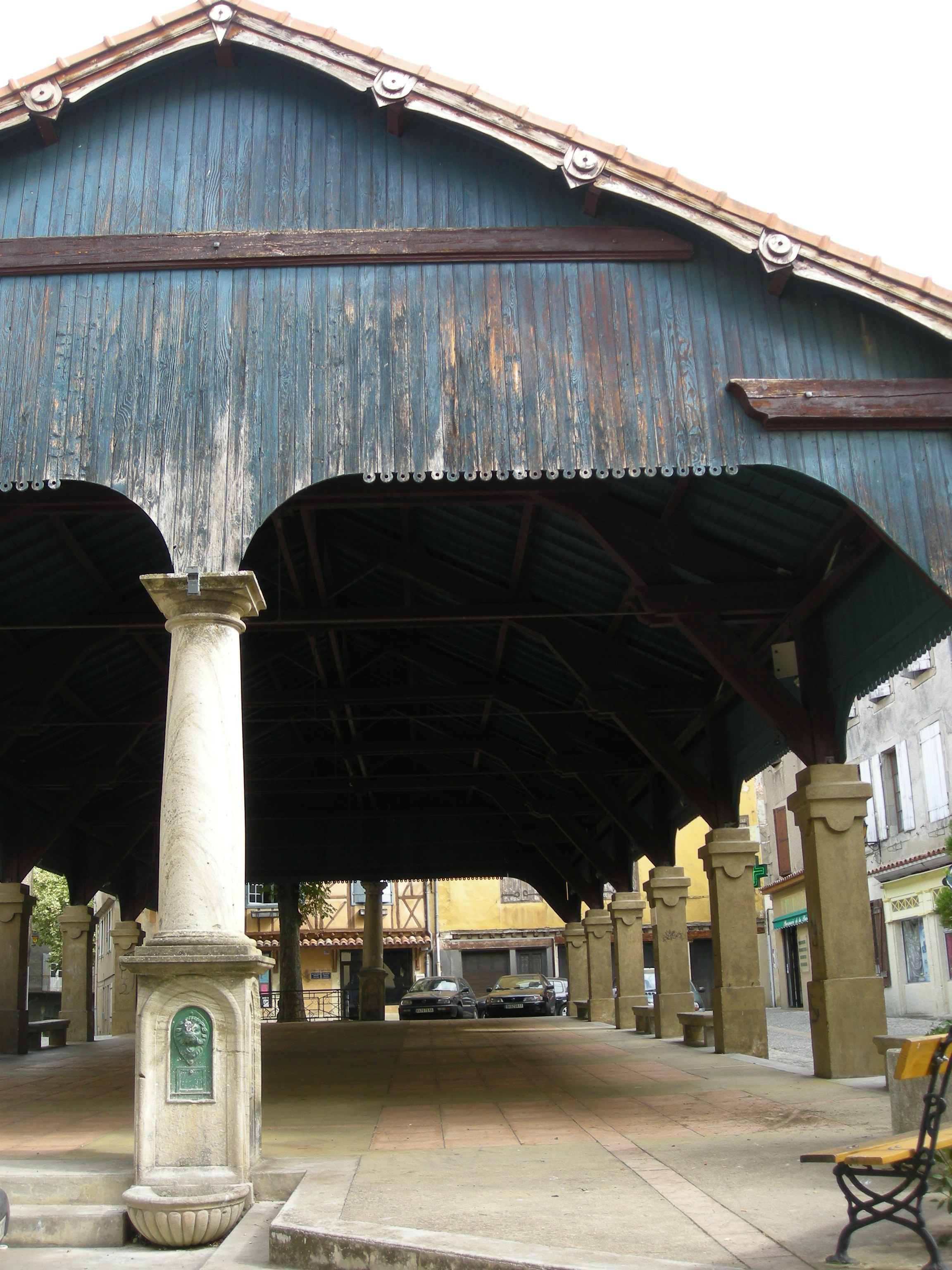
La halle aux grains.

### Lieux et monuments
- Le château de Chalabre est un château composé de trois parties (XIIIe siècle, XVe et XVIIIe siècles).
Le château est inscrit au titre des sites naturels depuis 1944[42].
- Le calvaire de Chalabre est situé sur une colline au-dessus de Chalabre et est constitué d'une chapelle. On peut y observer un magnifique panorama sur les Pyrénées.
- L'église Saint-Pierre date de 1552 et on y trouve une statue en bois de saint Éloi datant du XIVe siècle. On peut également y voir un orgue datant de 1943, construit par Michel - Merklin & Kuhn et qui est un don de M. Canat, industriel chalabrois. Le clocher a été classé au titre des monuments historiques en 1907[43].
- Église Notre-Dame de Chalabre.
- Chapelle du Calvaire de Chalabre.
- Église Sainte-Marie-Madeleine du Cazal Sainte-Marie.
- L'ancienne gare ferroviaire, établie sur la ligne de Moulin-Neuf à Lavelanet.
- La halle aux grains.

L'agglomération intérieure aux cours est inscrite au titre des sites naturels depuis 1974.

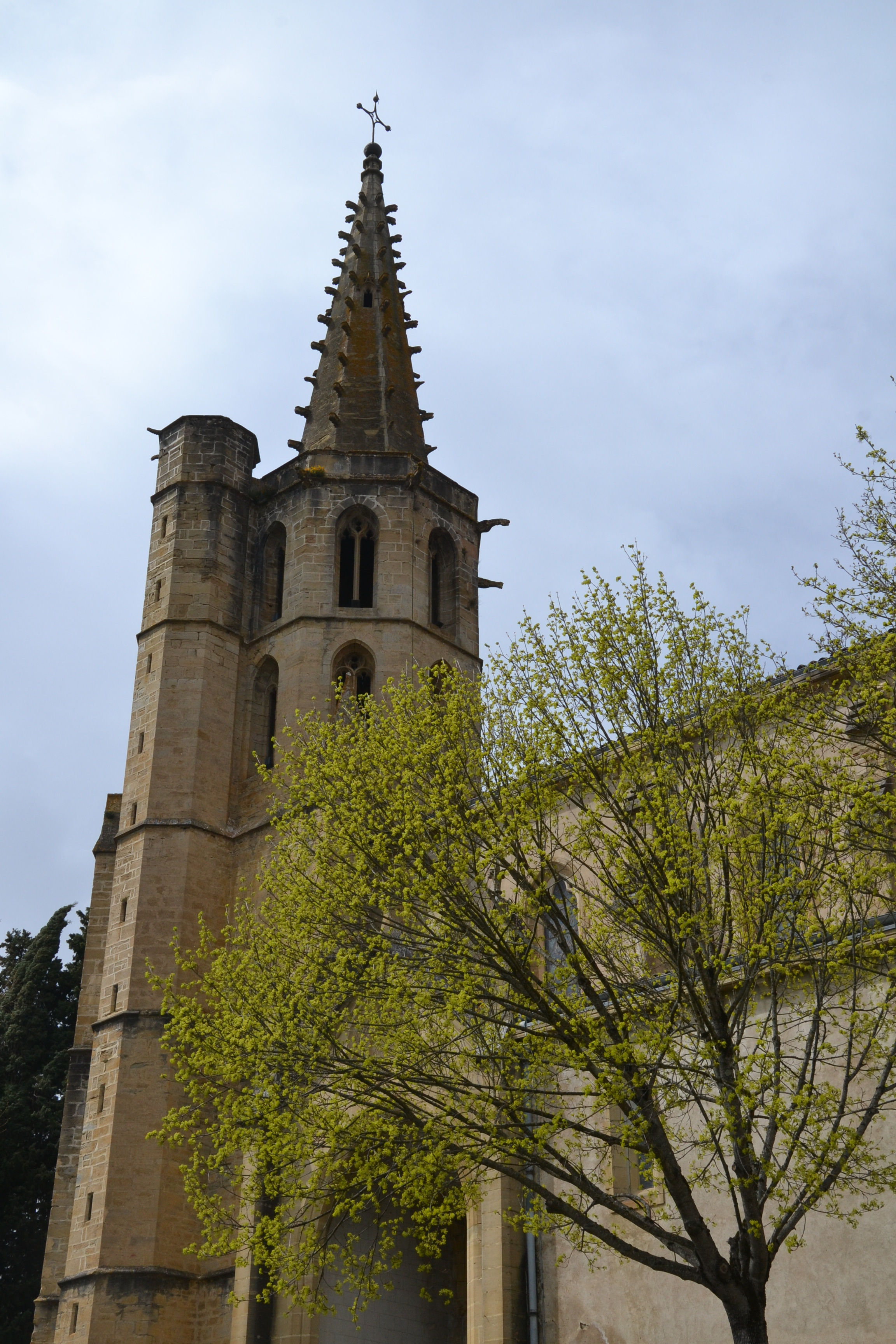
Clocher de l'église Saint-Pierre de Chalabre.
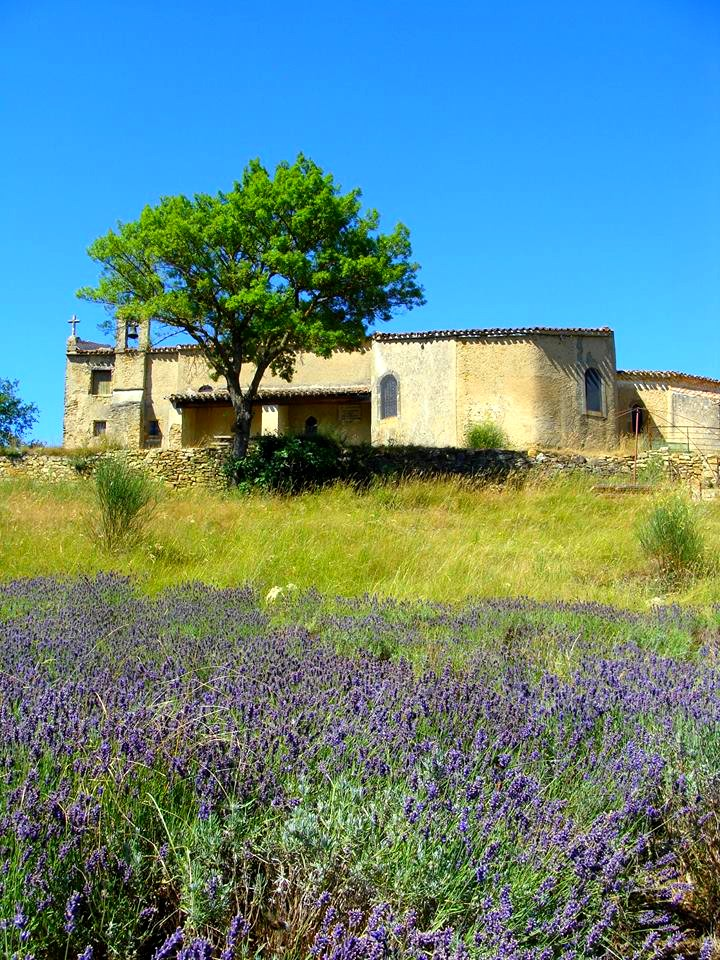
Chapelle du Calvaire de Chalabre.
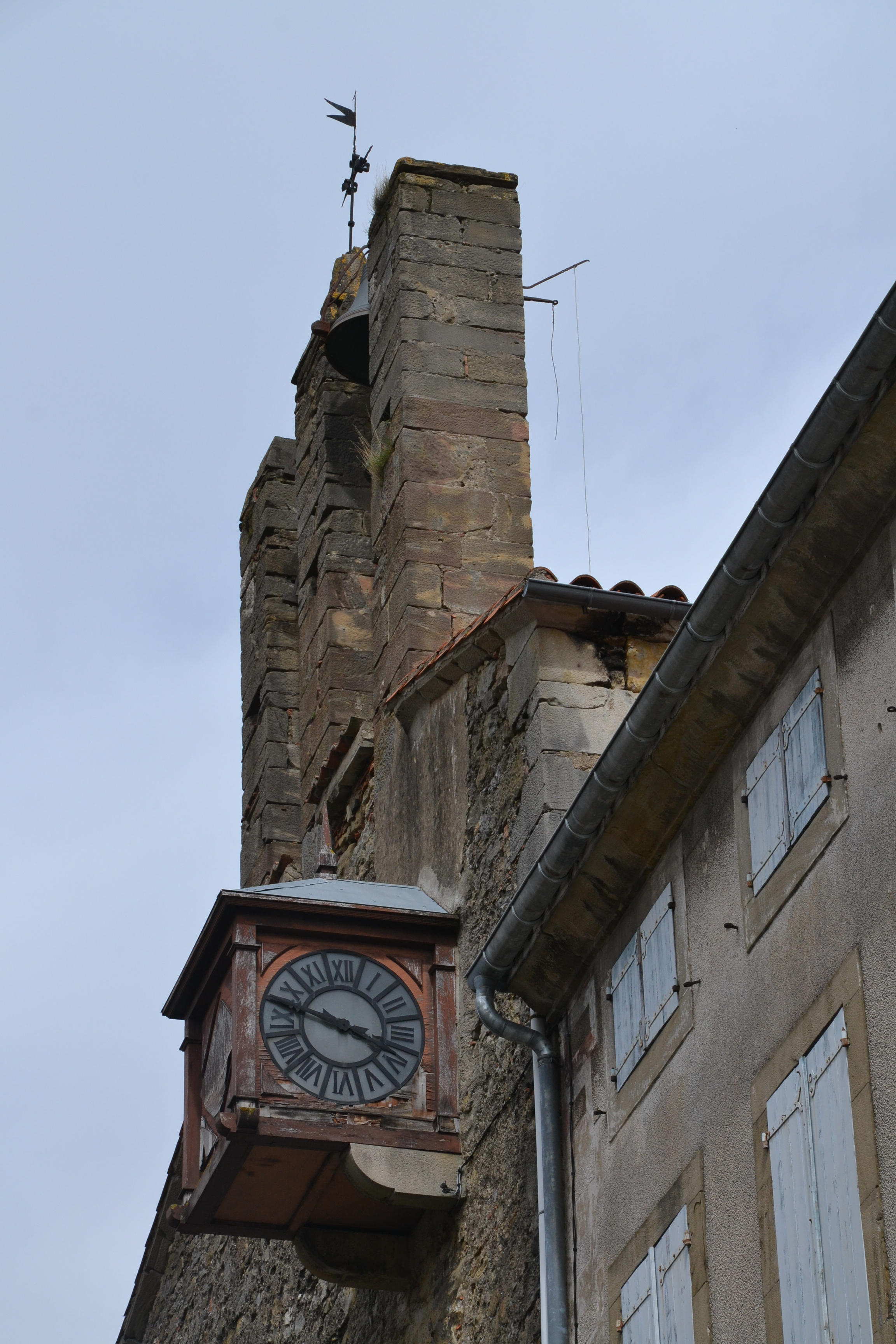
Église Notre-Dame de Chalabre.

- Col du Bac (620 m) à l'extrémité est de la commune, emprunté par lors de la 14e étape du Tour de France 2021.

### Personnalités liées à la commune

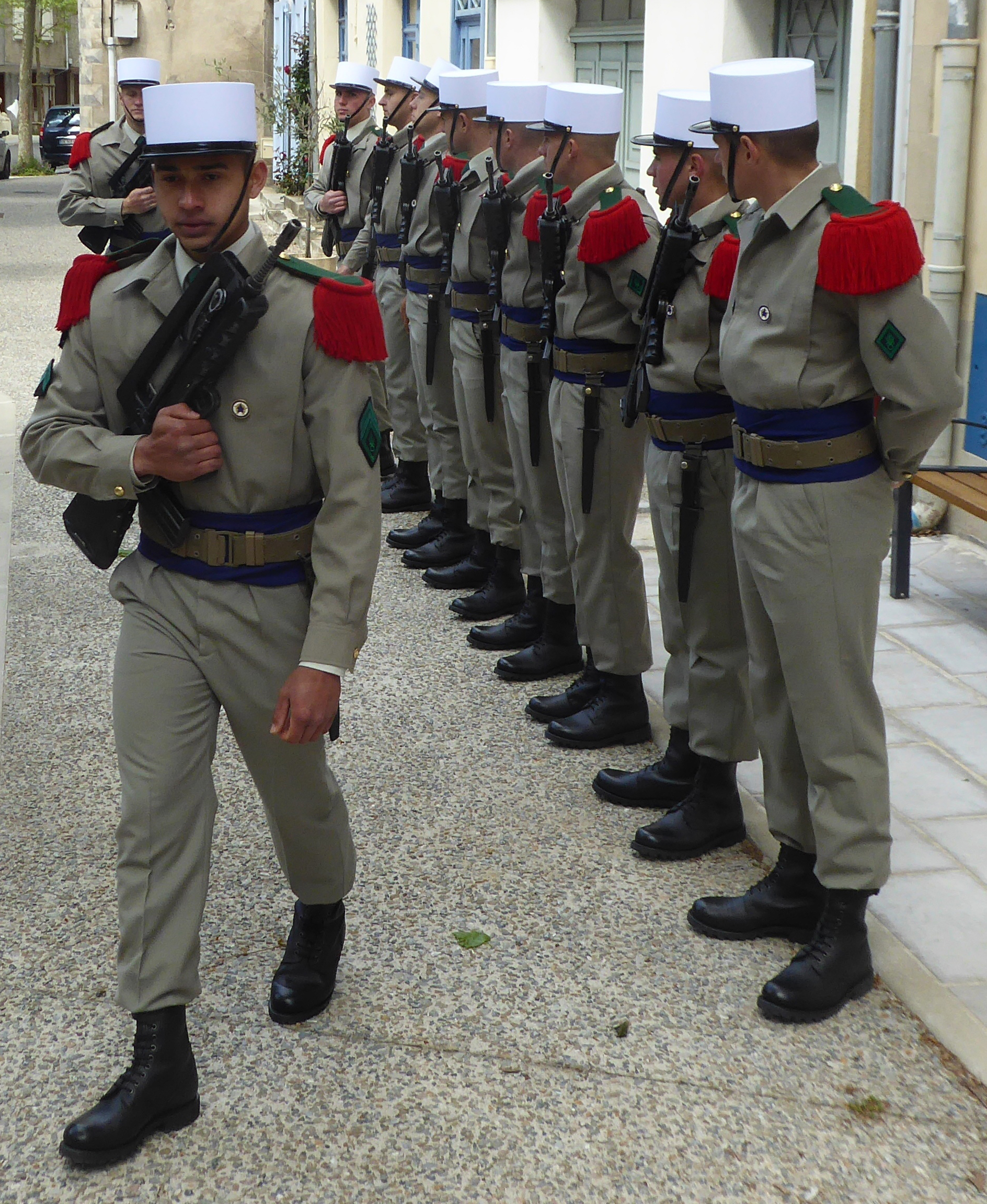
Escouade du régiment de Légion étrangère de Castelnaudary participant à Chalabre, à la commémoration de la bataille de Camerone.

- Louis Mazon (1921-1969) a grandi toute son enfance à Chalabre, le stade sportif porte son nom. Joueur de rugby à XIII international français et ayant remporté de nombreux titres avec l'AS Carcassonne ;
- Marcel Souquet (1914-1995) né à Chalabre. Employé SNCF, résistant pendant la Seconde Guerre mondiale, il était membre du parti socialiste, a été adjoint au maire de Narbonne et conseiller général de Narbonne. De 1968 à 1980 il fut sénateur de l'Aude ;
- Henri Marty (1907-1992) né à Chalabre. Joueur de rugby à XV et de rugby à XIII. Finaliste du championnat de France de rugby à XV 1931-1932 et vainqueur du championnat de France de rugby à XV 1932-1933 avec le Lyon OU ;
- Paul Manaut (1882-1959) peintre et sculpteur, décédé à Chalabre ;
- Charles Amouroux (1843-1885) né à Chalabre, personnalité de la Commune de Paris ;
- Le capitaine Jean Danjou (1828-1863) dont Chalabre est la ville natale. Le 30 avril 1863 à la bataille de Camerone (Mexique), à la tête de deux autres officiers et 62 légionnaires du 2e régiment étranger d'infanterie, il résista jusqu'à la mort aux assauts furieux de 2 000 Mexicains. Tous les ans, autour du 30 avril, la ville commémore cette bataille avec la participation d'une escouade du régiment de Légion étrangère de Castelnaudary ;
  - Antoine Alexandre Dejean (1765-1848) né à Chalabre,  général des armées de la République et de l'Empire (nom gravé sous l'Arc de Triomphe de l'Étoile) ;
  - Jean Louis Félicité de Bruyères-Chalabre (1762-1838) député de l'Aude ;
  - Alexandre Joseph Alexis de Bruyères (1735-1796) dernier évêque de Saint-Omer ;
  - Paul-Jacques de Bruyères-Chalabre (1734-1821) officier de marine, contre-amiral, membre de la Société des Cincinnati en France ;
  - Louis-Henri de Bruyère de Chalabre (1731-1795) dernier évêque de Saint-Pons-de-Thomières[45].

### Randonnée
Le sentier de grande randonnée 7 (sentier européen E4) passe par Chalabre dans l'étape de Mirepoix à Andorre-la-Vieille.
La voie verte du canal du Midi à Montségur, qui suit le tracé des anciennes lignes ferroviaires Bram - Belvèze, Pamiers - Limoux et Moulin-Neuf - Lavelanet, passe par Chalabre.

### Héraldique
| Blason de Chalabre | Blason  | D’azur aux deux clés renversées d’or passées en sautoir, les pannetons affrontés et liées par un anneau du même en abîme. |
| Blason de Chalabre | Détails | Le statut officiel du blason reste à déterminer.                                                                          |